# National World War II Memorial

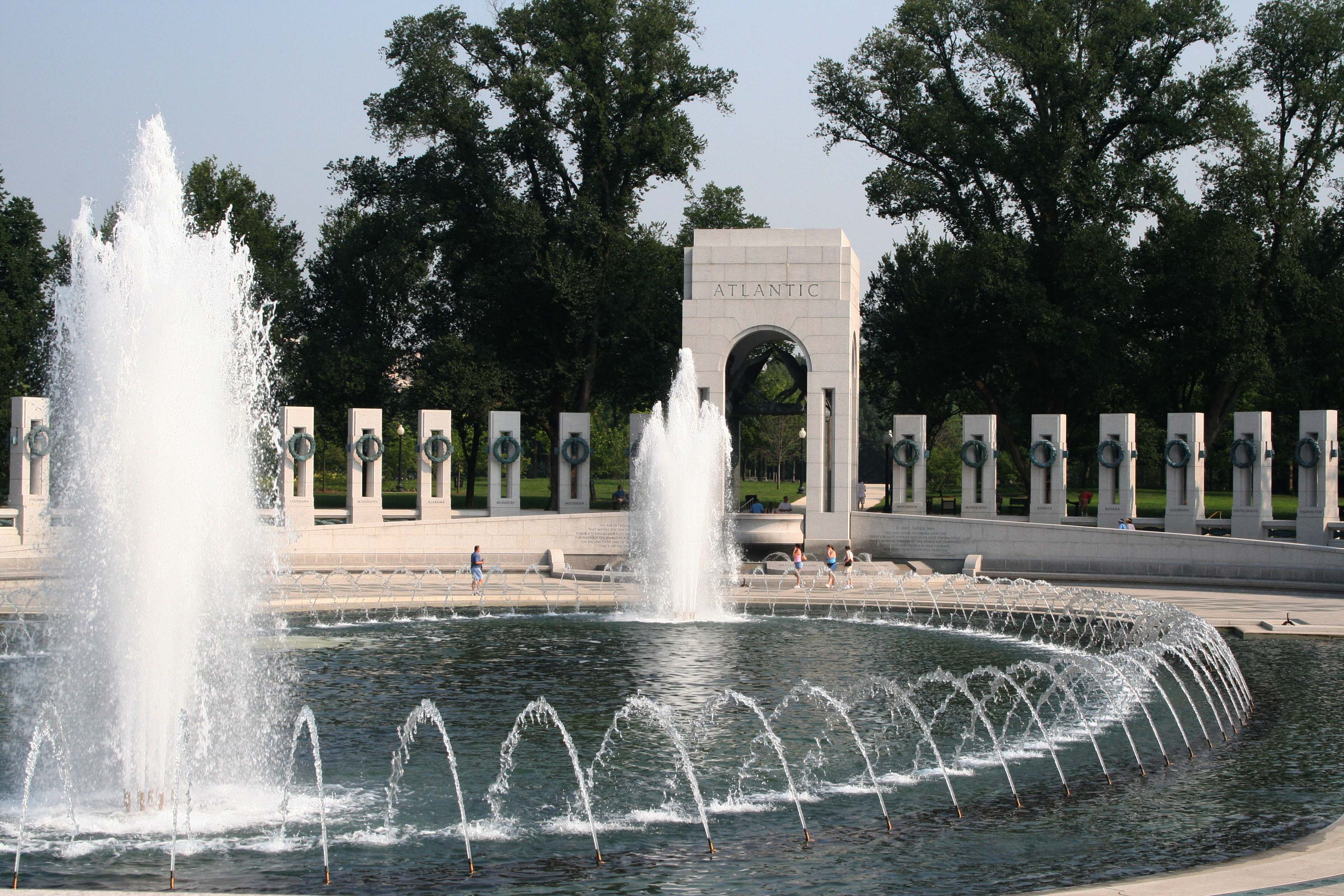
National World War II Memorial

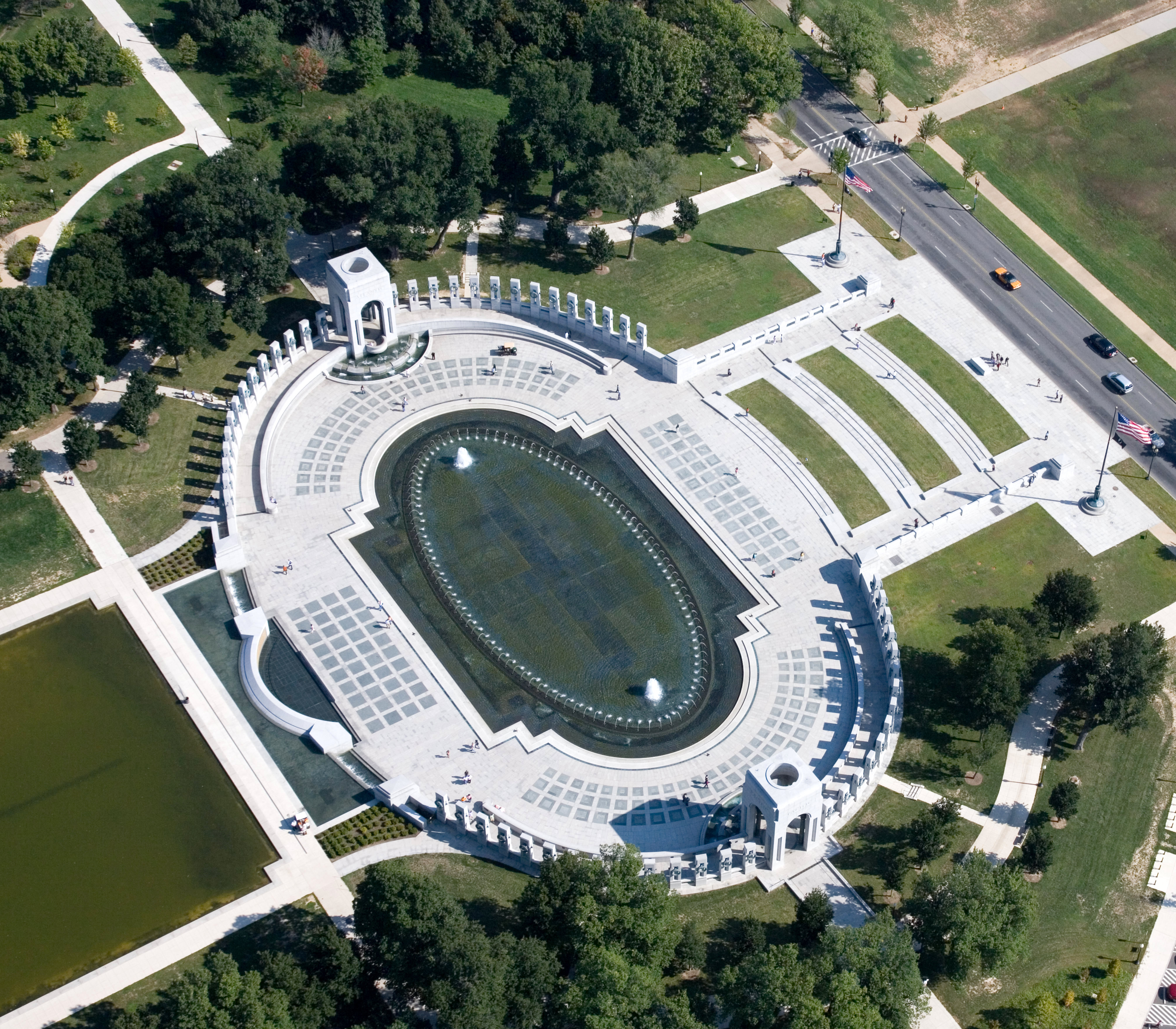
Die Gedenkstätte aus der Vogelperspektive

Das World War II Memorial ist eine Gedenkstätte in Washington, D.C., welche an die im Zweiten Weltkrieg gefallenen US-Soldaten erinnert. 

## Geschichte
Das Projekt dieses Denkmals wurde bereits in den 1980er Jahren gestartet und am 29. Mai 2004 in Anwesenheit vieler Kriegsveteranen eingeweiht. Der Architekt war der aus Österreich stammende US-Amerikaner Friedrich St. Florian. 
Das Denkmal liegt zwischen dem Washington Monument sowie dem Reflecting Pool an der Mall und besteht aus 56 in 2 Reihen, im Halbkreis angelegte Säulen, die einen großen Springbrunnen, den Rainbow Pool, umrahmen. Jede Säule ist mit einem metallischen Kranz bestückt (Eiche und Weizen), welche einen Bundesstaat oder ein Gebiet des Landes vertritt. Zu den Gebieten gehören: Commonwealth der Philippinen, Puerto Rico, Amerikanisch-Samoa, District of Columbia, Hawaii-Territorium, Alaska-Territorium und die Amerikanischen Jungferninseln.
Jede Reihe für sich stellt die atlantischen und die pazifischen Kriegsgebiete dar. Zwei Triumphbögen mit den Aufschriften Atlantic und Pacific erinnern an die beiden Kriegsschauplätze. An zwei Stellen wurde Kilroy was here eingraviert.
Von der 17. Straße West führt eine Treppe bis zum Brunnen. Gemeißelte Tafeln stellen verschiedene Kriegsszenen dar. Diese wurden von Ray Kaskey realisiert. Eine Mauer, die „Freedom Wall“, mit 4048 Sternen ehrt die getöteten Soldaten. Jeder Stern steht für 100 im Krieg getötete Amerikaner. Vor der Wand steht: „Here we mark the price of freedom“ („Hier zeigen wir den Preis der Freiheit“).